# 4088 Baggesen
A 4088 Baggesen (ideiglenes jelöléssel 1986 GG) a Naprendszer kisbolygóövében található aszteroida. Poul Jensen fedezte fel 1986. április 3-án.